# Urus-Martan

Urus-Martan (ryska Урус-Мартан) är den näst största staden i Tjetjenien i Ryssland. Folkmängden uppgick till 55 783 invånare i början av 2015.